# Lüscher-Test (Akustik)
Der Lüscher-Test ist eine audiometrische Methode  der Hals-Nasen-Ohrenheilkunde, mit der die Erkennbarkeit kleiner Lautstärkeschwankungen untersucht wird. Der Test erlaubt Rückschlüsse auf das Vorliegen eines Recruitments und damit auf den Ort der Schädigung bei einer Schallempfindungsschwerhörigkeit. 
Der Test wurde von Erhard Lüscher und Josef Zwislocki in Basel entwickelt und 1948 beschrieben. Später wurde der Test abgewandelt und vereinfacht und fand in Form des SISI-Tests weite Verbreitung. 

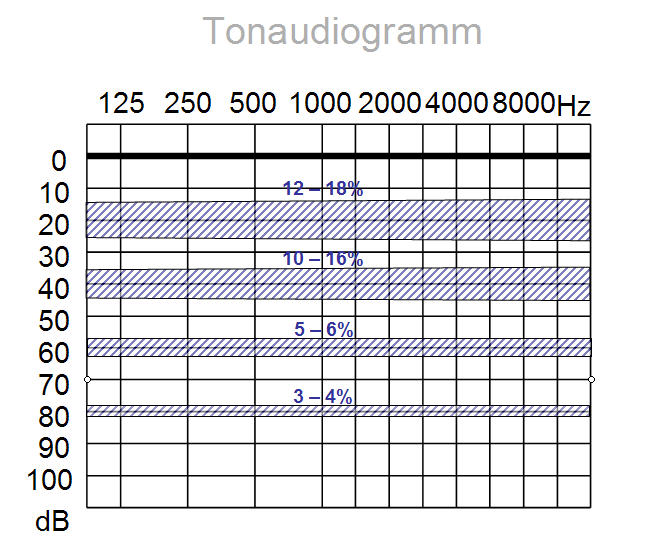
Normale Unterschiedsschwellen für Tonintensitätsänderungen in Prozent in Abhängigkeit von der Frequenz für steigende Tonintensitäten über der Hörschwelle. Darstellung als Band, dessen Breite der Unterschiedsschwelle in Prozent entspricht. 10 % = 10 dB-Skalenteile. Lage des Bandes = Tonintensität über der Hörschwelle (nach E. Lüscher und J. Zwislocki, 1948).

## Untersuchungsvorgang
Zur Durchführung des Tests ist ein Tonaudiometer erforderlich, das mit einem regelbaren Amplitudenmodulator ausgestattet ist. Damit können Intensitätsschwankungen von 0–60 % eines Tones beliebiger Frequenz und Intensität erzeugt werden. Pro Sekunde werden zwei Intensitätsänderungen angeboten, der Ton schwankt also in seiner Lautstärke in diesem Rhythmus. Der Ton wird 40 dB über der jeweiligen Hörschwelle angeboten und die geringste erkennbare Lautstärkenänderung gesucht. Der Prüfling wird aufgefordert so lange die Hand zu heben, wie Lautstärkeschwankungen hörbar sind.

## Untersuchungsergebnis
Die Unterschiedsschwelle beträgt bei einer Tonintensität von 40 dB über der Hörschwelle für den Normalhörenden und bei Störungen der Schallleitung 10–16 % (4–6,5 dB). Bei einer Schallempfindungsschwerhörigkeit vom Haarzelltyp (cochleäre Schallempfindungsschwerhörigkeit) sinkt die Unterschiedsschwelle auf unter 8 %, sofern der Hörverlust mehr als 30 dB beträgt.